# Bridget Cleary
Bridget Cleary (de soltera Boland; c. 1869 - 15 de marzo de 1895) fue una mujer irlandesa asesinada por su marido, Michael Cleary, en 1895. Su muerte es famosa por varias peculiaridades: el motivo declarado del crimen fue la creencia de su esposo de que Bridget había sido secuestrada por hadas y reemplazada por un cambiante; su esposo afirmó haber matado solo al polimorfo. La espantosa naturaleza del caso -Brigget Cleary fue inmolada mientras aún estaba viva o quemada inmediatamente después de su muerte- provocó una amplia cobertura de la prensa. El juicio fue seguido de cerca por los periódicos tanto en Irlanda como en Gran Bretaña. Como comentó un crítico de la época, nadie, con la posible excepción del juez, pensó que se trataba de un caso de asesinato ordinario.

## Primeros años y matrimonio
Cleary nació con el nombre de Bridget Boland alrededor de 1869 en Ballyvadlea, Condado de Tipperary, Irlanda. Se casó con Michael Cleary en agosto de 1887. La pareja se había conocido en Clonmel poco antes, donde él trabajaba como artesano fabricante de barriles y ella se desempeñaba como aprendiz de modista.
Después del matrimonio, regresó a su pueblo de Ballyvadlea para vivir con sus padres, mientras Michael continuaba trabajando como tonelero en Clonmel. Durante este período de vida separada, la independencia de Bridget creció, ya que criaba gallinas y vendía los huevos a los vecinos. Algo inusual para la época y el lugar, era además una mujer profesional. Obtuvo una máquina de coser Singer, un artefacto de vanguardia por entonces, y fue descrita de diversas formas como modista y sombrerera. A pesar de sus ocho años de matrimonio, la pareja no había tenido hijos al momento de la muerte de Bridget. Tras la muerte de la madre de la joven, los Cleary se encontraron responsables del anciano padre de Bridget, Patrick Boland.

## Desaparición
Bridget fue reportada desaparecida en marzo de 1895. Evidentemente, había estado enferma durante varios días; se dijo que su diagnóstico era bronquitis. Más de una semana después de su enfermedad, el 13 de marzo de 1895, un médico la visitó en su casa; su condición se consideró lo suficientemente grave como para que un sacerdote le siguiera para administrar la extremaunción. Varios de sus amigos y familiares la atendieron durante los dos días siguientes y le administraron varios remedios caseros, incluido un ritual que anticipó su muerte posterior: su padre y su esposo la acusaron de ser un hada enviada para ocupar el lugar de Bridget. Le arrojaron orina y la llevaron ante la chimenea para expulsar al supuesto ser sobrenatural.
El 16 de marzo empezaron a circular rumores de que Bridget había desaparecido y la policía local comenzó a buscarla. Se citó a Michael afirmando que las hadas se habían llevado a su esposa y que parecía estar celebrando una vigilia. Declaraciones de testigos se recopilaron durante la semana siguiente, y cuando se encontró el cadáver quemado de Bridget Cleary en una tumba poco profunda el 22 de marzo, nueve personas habían sido acusadas de su desaparición, incluido su esposo. La investigación de un forense al día siguiente arrojó un veredicto de muerte por quema.

## Juicio
El juicio comenzó el 3 de julio de 1895. Se demostró que el 15 de marzo, Michael llamó al padre Ryan para que regresara a casa de los Cleary. El sacerdote encontró a Bridget viva pero agitada. Michael le dijo que le había estado dando la medicina prescrita por el médico, pero que no tenía fe en ello. Según Ryan, "Cleary dijo entonces: "La gente puede tener algún remedio propio que podría hacer más bien que la medicina del médico", o algo por el estilo". Ryan dio la comunión a Bridget y se fue. Esa noche, vecinos y familiares regresaron a la casa y se formó una amplia discusión teñida de la mitología y supersticiones sobre las hadas.
En algún momento, Bridget le dijo a Michael que la única persona que se había ido con las hadas había sido su madre. Michael intentó alimentarla por la fuerza, arrojándola al suelo frente a la chimenea y amenazándola con un tizón ardiendo. El camisón de Bridget se prendió y Michael le arrojó además aceite de la lámpara. Los testigos no tenían claro en qué momento murió. Michael mantuvo a los demás alejados mientras su esposa se quemaba, insistiendo en que era una cambiante y lo había sido durante una semana, y que recuperaría a su esposa de las hadas.
Como parte del juicio, el jurado fue conducido al depósito del almacén donde se encontraba el cuerpo de Bridget para ser enterrado y donde estaba disponible para su observación. El jurado tuvo la oportunidad de ver el estado del cuerpo y el alcance de sus heridas, así como verificar personalmente que el cuerpo era el de Bridget al mirar su rostro. Lo que el jurado presenció en la dependencia los convenció del horrible sufrimiento que Bridget había soportado antes de morir.
Los cargos contra uno de los coacusados, William Ahearn, fueron retirados y otros tres, John Dunne, Michael Kennedy y William Kennedy, fueron condenados por "herir". Patrick Kennedy fue sentenciado a 5 años de trabajos forzados, Michael Kennedy fue sentenciado a 6 meses de trabajos forzados, James Kennedy fue sentenciado a 18 meses de trabajos forzados, William Kennedy fue sentenciado a 18 meses de trabajos forzados, Mary Kennedy fue liberada debido a su edad y fragilidad, Patrick Boland fue sentenciado a 6 meses de trabajos forzados, John Dunne fue sentenciado a 3 años de servidumbre penal, y Michael Cleary fue declarado culpable de homicidio y sentenciado a 20 años de servidumbre penal; pasó 15 años en prisión. Fue liberado de la prisión de Maryborough (ahora Portlaoise) el 28 de abril de 1910 y se trasladó a la ciudad inglesa de Liverpool, de donde emigró a Canadá en julio del mismo año.

## Reacción pública y repercusiones
La muerte de Bridget Cleary y la publicidad que rodeó el juicio fueron consideradas políticamente significativas en ese momento. La cobertura de prensa del caso Cleary se produjo en una atmósfera de debate sobre la capacidad del pueblo irlandés para gobernarse a sí mismo, y se expresó preocupación sobre la credulidad y superstición de los católicos rurales. El forense que examinó el cadáver de Bridget afirmó que "entre los hotentotes uno no esperaría oír hablar de tal hecho".
El New York Times cubrió la historia en abril y nuevamente en julio de 1895.
El escritor E. F. Benson se interesó fuertemente en el caso y publicó un comentario académico sobre él, "La reciente 'quema de brujas' en Clonmel", en el influyente periódico The Nineteenth Century en junio de 1895, antes de que comenzara el juicio. En él aceptaba el argumento de la defensa, de que los involucrados habían actuado en la genuina creencia de que la víctima había sido poseída por un espíritu, no tenían intención de asesinar y estaban tratando de restaurarla a su verdadera naturaleza. Benson cita un patrón de creencias similares en "tribus salvajes", con ejemplos en varios pueblos, y habla de "la enorme fuerza que ejercen tales creencias en las mentes incultas". Señala que la puerta de la casa de los Cleary se dejó abierta y no se hizo ningún intento de mantener en secreto los ataques a Bridget. "Es inconcebible que, si hubieran querido matarla, hubieran dejado la puerta abierta, que hubieran permitido que sus gritos atrajeran a los vecinos, o que se hubiera admitido a diez personas para presenciar el hecho". El artículo termina: "Sí, mataron, pero no con intención de matar, menos aun que se les imponga la pena máxima."
Posteriormente, la muerte de Bridget Cleary sería descrita popularmente como "la última bruja quemada en Irlanda" o como "el último juicio por brujería", lo cual es inexacto pues ella nunca fue relacionada con el diablo o actividades malignas, como las brujas condenadas, sino que se creía que ella había sido sustituida por un hada cambiante.
El antropólogo y folclorista James George Frazer, él mismo de origen cultural celta, se interesó por el caso Cleary y lo analizó en la tercera edición de su obra magna, La rama dorada.

## Aspectos psiquiátricos del caso
H. O'Connell y PG Doyle (2006) especularon que el asesinato pudo haber sido el resultado de que Michael Cleary desarrollara un trastorno psicótico  breve, que se manifestó como síndrome de Capgras, debido al estrés de manejar la enfermedad de Bridget. Este se habría convertido en un caso de  folie à plusieurs (locura colectiva) después de que él persuadiera a otros de que había sido reemplazada por un hada. También se planteó la posibilidad de que otros cómplices del asesinato sufrieran de dificultades de aprendizaje que les permitieran convencerse de la veracidad del delirio.

## En la cultura popular
Una canción infantil irlandesa dice: "Are you a witch, or are you a fairy/Or are you the wife of Michael Cleary?" ('¿Eres una bruja, o eres un hada / O eres la esposa de Michael Cleary?').
The Burning of Bridget Cleary, de Angela Bourke y The Cooper's Wife is Missing, de Joan Hoff y Marian Yeates, ambas publicadas de forma independiente en 2000, son relatos históricos del caso que intentan contextualizar el asesinato con la creencia en las hadas arraigada en Irlanda durante el período.
El podcast Lore dedicó uno de sus episodios ("Black Stockings", transmitido el 13 de octubre de 2017) a la historia del asesinato de Bridget Cleary. La historia fue uno de los seis episodios de podcast elegidos para ser adaptados a una serie de televisión. Bridget Cleary fue interpretada por Holland Roden, mientras que su esposo Michael fue interpretado por Cathal Pendred.
En 2019, la cantautora irlandesa Maija Sofia lanzó una canción, "The Wife of Michael Cleary", como parte de un álbum sobre mujeres agraviadas.